# Gietrzwałd
Gietrzwałd (Dietrichswalde fino al 1945) è un comune rurale polacco del distretto di Olsztyn, nel voivodato della Varmia-Masuria.
Ricopre una superficie di 174,13 km² e nel 2004 contava 5 254 abitanti.
Nel 1877 vi si sarebbero verificate delle apparizioni mariane, riconosciute nel 1977 dalla Chiesa cattolica da parte dell'allora cardinale Karol Józef Wojtyła.